# Personnages de Sonic the Hedgehog
 (mai 2009).
Si vous disposez d'ouvrages ou d'articles de référence ou si vous connaissez des sites web de qualité traitant du thème abordé ici, merci de compléter l'article en donnant les références utiles à sa vérifiabilité et en les liant à la section « Notes et références ».
 (octobre 2024).
- Si vous ne connaissez pas le sujet, laissez ce bandeau (vous pouvez alors contacter les auteurs).
- Si vous supprimez le contenu mis en cause (vous pouvez préalablement contacter les auteurs),

argumentez précisément cette suppression dans la page de discussion
(un manque de référence n'est pas un argument ; une recherche réelle de référence doit avoir été effectuée, être formellement documentée).
 (octobre 2024).
Les personnages de Sonic the Hedgehog préfigurent les personnages principaux de cet univers.

## Recensement des personnages
- Haut – A
- B
- C
- D
- E
- F
- G
- H
- I
- J
- K
- L
- M
- N
- O
- P
- Q
- R
- S
- T
- U
- V
- W
- X
- Y
- Z

### A
- Amy Rose est une fille hérisson rose qui s'est auto-proclamée comme étant la petite amie de Sonic[1]. C'est le premier personnage féminin de l'univers de Sonic. Elle excelle dans l'art de manier le Piko Piko Hammer, un marteau très spécial. Elle est idéaliste et assez pacifique comme on peut le voir dans Sonic Adventure. Elle fait sa première apparition dans Sonic CD lorsqu'elle se fait kidnapper par Metal Sonic. La première fois qu'elle a pu être dirigée par un joueur, ce fut dans Sonic Drift et dans Sonic Drift 2, ainsi que dans Sonic R, des jeux de courses. Dans Sonic Heroes, elle forme, avec Cream et Big, la Team Rose, dont elle est la leader. Dans Sonic et le Chevalier noir, elle incarne Nimue, la dame du lac, bien que Nimue ne soit pas vraiment Amy et qu'on ne voit pas physiquement la vraie dans ce jeu. Elle porte aussi le pseudo « Rosy the Rascal » dans certaines versions de jeux, mais son vrai nom y est révélé comme « Amy Rose »[2].
- Ariem est un mouton bleu de plusieurs milliers d’années apparaissant dans Sonic Dream Team. Elle est la gardienne de la Rêverie, un ancien artefact possédant la capacité de matérialiser les rêves en réalité, et n'autorise que les personnes qu'elle pense nobles et bien intentionnées à utiliser ses pouvoirs[3].
- Le Roi Arthur, plus connu sous le nom du Chevalier Noir, est un des antagonistes de Sonic and the Black Knight. Créature du Monde de Camelot, il s'agit en réalité d'une illusion magique créée par Merlin l'Enchanteur afin que l'Angleterre soit dirigée par un souverain bienveillant. Guidé par Merlin, Arthur accomplit son devoir et devient une légende. Mais un jour, lorsqu'il obtient le fourreau d'Excalibur, il se retrouve corrompu par son pouvoir et se transforme en un tyran maléfique qui réduit son peuple en esclavage. Il est ensuite utilisé par Merlina, la descendante de Merlin, en réalité une sorcière, pour attirer Sonic dans un piège, et ce dernier ne le comprend qu'après avoir éliminé le tyran et libéré le Monde de Camelot.

### B
- Bark est un grand ours polaire beige portant un bonnet rouge, une écharpe verte, des bottes et des gants fourrés, qui rappellent des gants de boxe. Tout comme Bean, son partenaire, Bark apparaît dans Sonic the Fighters où il combat également pour des Émeraudes du Chaos. Bien que sa corpulence le ralentisse considérablement, il est très fort et peut propulser un adversaire aussi loin qu'il peut en écraser un sous son poids. Froid, silencieux et toujours sérieux, Bark cache en lui un cœur d'or, malgré ses activités au sein de la Team Hooligan. Il fera un petit caméo sur une affiche de recherche dans Sonic Generations, ainsi que dans Sonic Mania, où le boss Heavy Magician fera apparaître des illusions de lui.
- Bean est un oiseau vert apparu dans Sonic the Fighters à l'allure de bandit, avec un foulard rouge et une bombe à la main en permanence. Ce spécialiste des explosifs participait alors à un tournoi de combat rapproché pour tenter de remporter des Émeraudes du Chaos. Athlétique, rapide et adorant le sport, Bean n'en est pas moins un opportuniste qui fera souvent équipe avec Bark, Fang, et plus tard avec Honey, pour pouvoir dénicher trésors, émeraudes et autres objets précieux du monde de Sonic, souvent de manière peu recommandable. Il fera un petit caméo sur une affiche de recherche dans Sonic Generations, ainsi que dans Sonic Mania, où le boss Heavy Magician fera apparaître des illusions de lui.
- Big est un gros chat pêcheur âgé de 18 ans, qui apparaît dans Sonic Adventure, où il perd son compagnon de toujours, sa grenouille Froggy[4]. Il n'apparaît plus par la suite, excepté comme clin d'œil dans certains jeux, et comme personnage jouable dans Sonic Shuffle, jusqu'à Sonic Heroes dans la Team Rose. On le retrouve dans Sonic Chronicles où il peut marcher dans le gaz, ainsi qu'en pilote jouable dans Sonic and Sega All-Stars Racing, ainsi que Team Sonic Racing. Big apparaît aussi dans la série animée Sonic X.
- Blaze apparaît la première fois dans Sonic Rush. C'est une chatte couleur lavande adolescente qui peut tourner sur elle-même et s'enflammer par la même occasion. Elle est une princesse vivant dans un autre monde que celui de Sonic. Son devoir est de garder les Sol Emeralds et elle peut contrôler mentalement le feu[5].
- Bunnie est une lapine aux membres cybernétiques qui fait partie des personnages principaux des Archie Comics, ainsi que du dessin animé Sonic the Hedgehog. Ses jambes robotisées lui permettent de voler dans les airs, mais en secret, elle rêve de récupérer ses vrais bras et ses vraies jambes. Dans les comics, Bunnie est représentée comme l'archétype de la cow-girl, et s'exprime avec un accent du sud des États-Unis. Elle nouera une relation avec le coyote Antoine de Coolette.

### C
- Caliburn apparaît dans Sonic and the Black Knight. C'est une épée magique du Monde de Camelot, cachant en elle Excalibur, la légendaire épée sacrée censée protéger l'Angleterre de tout danger. Caliburn est le seul à décider qui règne sur les terres de Camelot. Lorsque Arthur se corrompit et devint le despotique Chevalier Noir, Caliburn choisit de devenir le partenaire de Sonic afin de faire cesser le joug de terreur d'Arthur. Bien que leur relation débuta froidement, Caliburn aida progressivement Sonic en lui prodiguant des conseils sur la manière d'être un vrai chevalier, et ensemble ils stoppèrent Arthur, puis Merlina. Caliburn devint alors Excalibur, et Sonic devint Excalibur Sonic, un chevalier couvert d'or et ultra-rapide.
- Chaos apparait pour la première fois dans Sonic Adventure. C'est un ancien dieu de la tribu des échidnés chargé de protéger la Master Emerald ainsi que les Chaos Emeralds[6].
- Charmy est une jeune abeille enjouée de 6 ans[7], originellement 16 ans[8], qui apparaît la première fois dans Knuckles' Chaotix. Il est un membre de la Team Chaotix. Avec le reste de son équipe, il apparaît de nouveau dans Sonic Heroes, puis dans d’autres jeux.
- Cheese est un Chao, une petite créature bleue, avec un nœud papillon rouge. Il accompagne souvent Cream[9].
- Chip (en réalité Light Gaïa) apparait dans Sonic Unleashed. Sonic le rencontre après lui être tombé dessus à la suite de sa chute provoquée par le Dr Eggman, ce qui lui fait perdre la mémoire. Tout au long de l'aventure, Sonic et Chip vont se lier d'amitié afin d'arrêter Eggman et d'enfermer Dark Gaia au centre de la Terre. À la fin de l'aventure on apprend que Chip est en réalité Light Gaia et que sa mission ultime est de stopper Dark Gaia. Lorsque ceci est fait grâce à l'aide de Super Sonic, il finit par disparaître en lui laissant un bracelet orné de la pierre qu'il porte au cou et Sonic l'entend lui dire qu'il ne l'oubliera jamais.
- Chocola est un Chao brun. Il accompagne généralement Vanilla, la mère de Cream.
- Christopher Thorndyke dit « Chris » apparaît uniquement dans Sonic X. Il est le fils de Nelson, patron d'une grande entreprise, de Linsey, actrice de cinéma, et petit-fils de Chuck.
- Le Commandant, de son vrai nom Abraham Tower, est le Chef militaire des G.U.N. (Guardian Units of the Nation) censés protéger la paix sur Terre dans le monde de Sonic. Il avait une haine  profonde envers Shadow[10] pendant Shadow the Hedgehog, le blâmant autrefois de la mort de Maria.
- Cream est une lapine orange claire toujours accompagnée d'un Chao appelé Cheese. Elle est la fille de Vanilla Rabbit et la meilleure amie d'Amy Rose, avec qui elle entretient une relation fraternelle[11]. Elle apparaît pour la première fois dans Sonic Advance 2.
- Cubot est en forme de cube et est de couleur jaune. Il est très stupide et paresseux. On en découvre des protoypes dans la série télévisée Sonic Boom. On y apprend aussi qu'Eggman a décidé d'arrêter de produire sa série de robots pour construire Orbot.

### D
- David, dit Dave le Stagiaire, est une loutre bleu turquoise, l'un des membres fondateurs de la Confrérie du Tonnerre. Il travaille au Meh-Burger avec peu de motivation cependant, son but étant de devenir un criminel comme le Eggman, comme sa mère le souhaite.
- D-Fekt, nommé à l'origine RagnaBot, est l'ennemi principal dans Sonic Boom: Fire & Ice.
- Dodon Pa est un personnage qui apparaît dans la série Sonic the Hedgehog et dans le jeu Team Sonic Racing. Il s'agit d'un alien tanuki anthropomorphe, président de Donpa Motors, souverain richissime d'une planète du nom de Royaume de Donpa.
- Black Doom est l'antagoniste principal du jeu Shadow the Hedgehog.
- Doom's Eye est une créature qui apparaît dans Shadow the Hedgehog. C'est le troisième œil de Black Doom, séparé en un organisme Black Arm qui agit comme un œil de vision pour Black Doom. Il a été détruit pendant la confrontation avec Super Shadow.

### E
- E-100 Alpha (également appelé Zero) est un robot qui essaie de capturer le flicky d'Amy Rose dans Sonic Adventure. Il est vert et rouge, avec des yeux rouges et des mains noires.
- E-101 Beta est un robot grand et gris et "frère" de E-102 Gamma.
- E-102 Gamma, est un robot de la série E-100 qui apparaît dans Sonic Adventure, où il fait partie des personnages jouables.
- E-103 Delta est un robot semblable à E-102 Gamma mais en bleu. Gamma le détruira afin de le "libérer" de l'emprise d'Eggman.
- E-104 Epsilon est un robot semblable à E-102 Gamma et E-103 Delta mais en jaune. Gamma le détruira également.
- E-105 Zeta est un robot violet ressemblant aussi aux autres robots de la série.
- E-121 Phi est un robot qui ressemble à Emerl en gris.
- E-123 Omega est le dernier modèle fabriqué par le Docteur Eggman, il apparaît pour la première fois dans Sonic Heroes, en compagnie de Shadow et de Rouge.
- E-2000, rencontré à partir du niveau Egg-Fleet de Sonic Heroes, est un robot à l'apparence totalement humaine. Il se décline en deux couleurs (jaune et rouge) qui déterminent sa difficulté à l'affrontement.
- Le Docteur Eggman (alias Docteur Ivo Robotnik) est l'ennemi de la plupart des aventures de Sonic. Il est un inventeur fou qui transforme les animaux en robots. Il est le petit-fils du Professeur Gerald Robotnik.
- Eggman Nega est un savant fou qui ressemble beaucoup à Eggman. D'abord présenté comme un alter-ego de lui dans le monde de Blaze, il sera révélé dans Sonic Rivals que son monde d'origine est le futur et qu'il est le descendant du Dr Eggman[12].
- La princesse Elise III de Soleanna qui avait les cheveux bruns, rencontrée dans Sonic the Hedgehog (2006), elle est capturée par Eggman au début du jeu. Plusieurs fois libérée par Sonic, elle tombe amoureuse de lui. Elle garde en elle un monstre enfermé par le roi son père, le monstre Iblis, qui ne peut sortir de son corps que si elle pleure[13].
- Emerl est un Gizoid, créé par le clan Nocturnus.
- Erazor Djinn est le principal antagoniste de Sonic and the Secret Rings. Djinn maléfique du Monde des Mille et Une Nuits, et Génie de la Lampe d'Aladdin, Erazor cherche à libérer les contes afin d'absorber leur pouvoir et de prendre le contrôle de son monde, puis de celui de Sonic.
- Espio est un caméléon violet qui apparaît la première fois dans Knuckles' Chaotix. C’est un membre du groupe de détective Chaotix. Il manie l’art du ninjutsu[14].

### F
- Fang the Hunter, parfois appelé Nack the Weasel, est un hybride belette blanc et mauve âgé chasseur de primes, en quête des émeraudes du Chaos[15]. Il apparaît premièrement dans Sonic the Hedgehog: Triple Trouble, puis fera quelques caméo avant de faire son grand retour dans Sonic Superstars, en tant qu’antagoniste.
- Froggy est la grenouille de Big. Elle est absorbée par la queue de Chaos dans Sonic Adventure.

### G
- Dark Gaïa est une créature réveillée par Eggman dans Sonic Unleashed qui scinde la planète en sept morceaux et à la fin du jeu est vaincu par Sonic et Light Gaïa.
- Gemerl est un Gizoid apparu dans Sonic Advance 3, où il fait office d'antagoniste principal. Il se range du côté des gentils à la fin du jeu, et habite chez Vanilla.
- Le professeur Gerald Robotnik est un savant, grand-père de Maria Robotnik, du Dr. Ivo Robotnik, l'ennemi juré de Sonic, et l’ancêtre du Dr. Nega Robotnik, l'ennemi de Silver et Blaze. Il apparaît dans Sonic Adventure 2 ainsi que dans Sonic 3, le film.

### H
- Honey est une chatte aux habits rouges, cheveux noirs et épingles en dentelle est une combattante cachée aguerrie apparue dans Sonic the Fighters[16]. Sa finesse lui permet une rapidité remarquable au combat. Elle peut également voler grâce à ses ailes en dentelle qui fonctionnent comme un deltaplane. Directrice d'une grande marque de vêtements et d'accessoires de mode dans le monde de Sonic[17], Honey rejoint de temps à autre la Team Hooligan.

### I
- Iblis est une entité immortelle faite de flammes et, sous certaines formes, de roche en fusion, et est le corps et le pouvoir de Solaris.
- Infinite est l'antagoniste principal de Sonic Forces.
- L'Empereur Ix, surnommé Pir'Oth Ix, est l'ennemi principal dans Sonic Chronicles: The Dark Brotherhood. Cet échidné dirige le Clan de la Nocturne.

### J
- Jet, est un aigle aux plumes vertes, portant en permanence des lunettes de conduite sur le front, et le chef du trio de voleurs et de pilotes d’Extreme Gear: les Babylon Rogues. Il apparaît dans la série des Sonic Riders. Il a une rivalité avec Sonic.
- Johnny est l'un des ennemis du jeu Sonic Rush Adventure. C'est un robot pirate maléfique qui sert à bord du Bateau Hanté en tant que second du Capitaine Whisker[18].

### K
- Knuckles est un échidné rouge, franc mais inflexible. Il est également le gardien de l'émeraude mère. Il est capable de planer après un saut et grimper après un mur[19].

### L
- Lyric est le principal antagoniste et boss final de Sonic Boom: Rise of Lyric et Sonic Boom: Shattered Crystal. C'est un serpent à moitié robotisé et disposant de trois énormes bras mécaniques.

### M
- Maria Robotnik est la petite fille du Professeur Gerald Robotnik et la cousine du Docteur Eggman. Elle apparaît dans Sonic Adventure 2 et Shadow the Hedgehog.
- Marine est une petite fille raton-laveur qui habite Southern Island, très enjouée mais surtout très têtue. Elle apparaît dans Sonic Rush Adventure où elle aide Sonic, Tails et Blaze à vaincre le Capitaine Whisker & Johnny son bras droit. Le rêve de Marine serait d'explorer le monde et a même construit son propre bateau, le SS-Super Marine. Elle vient de la même dimension que Blaze et Silver.
- Mecha Sonic est un modèle de robot à l'effigie de Sonic apparu pour la première fois dans Sonic 2. Dans le jeu Sonic and Knuckles, il peut utiliser les pouvoirs de la Master Emerald. Dans Sonic Adventure, il est maintenu en veille dans un caisson au côté de Metal Sonic.
- Mephiles est une entité immortelle ayant fusionné avec l'ombre de Shadow, prenant son apparence mais avec une teinte plus grise et bleutée, Il prendra par la suite une apparence semblable à du cristal. Il est l'esprit de Solaris.
- Merlina la Sorcière est l'antagoniste principale cachée de Sonic and the Black Knight.
- Metal Knuckles est une version robotique de Knuckles, apparue dans Sonic R.

- Metal Sonic 3.0 apparaît dans Sonic Rivals 2.
- Mighty est un tatoo rouge et noir qui apparaît la première fois dans SegaSonic the Hedgehog, jeu d'arcade en 3D isométrique.

### N
- NICOLE est un programme d'intelligence artificielle qui réside dans l'ordinateur portatif de Sally Acorn.

### O
- Omochao est un Chao robotique qui, dans la plupart des jeux, donne des astuces ou solutions du jeu. Il apparaît pour la première fois dans Sonic Adventure, et apparaît aussi dans la série Mario et Sonic aux Jeux Olympiques. Il peut aussi voler grâce à une hélice qui est située sur sa tête. Il est jouable accompagné de trois Chao dans Team Sonic Racing.
- Orbot est en forme d'orbe et est de couleur rouge. Il déteste Eggman, mais lui reste toujours fidèle. Il n'hésitera pas à se moquer de lui quand ses plans échouent.

### P
- Pachacamac est un échidné, le père de Tikal. Avide de conquête, il est responsable de la furie de Chaos.
- Le Président est le chef d'État de la Fédération Unie dans le monde de Sonic, il réside à Central City, dans une demeure nommée 'La Maison Blanche'.

### R
- Ray est un petit écureuil volant jaune portant lunettes d'aviateur et écharpe, apparu notamment dans SegaSonic the Hedgehog. Capturé par le Dr Eggman en même temps que Sonic et Mighty the Armadillo, Ray doit par la suite former un trio avec ses alliés pour s'échapper d'Eggman Island et déjouer les nombreux pièges qui les attendent. Très agile et expert en acrobaties aériennes, Ray réapparaît avec Mighty dans le DLC de Sonic Mania et dans la version physique de Sonic Mania Plus.
- Rouge est une chauve-souris voleuse, passionnée de bijoux. Apparue pour la première fois dans Sonic Adventure 2, elle rejoint la Dark Team aux côtés de Shadow et du Dr Eggman, alliance formée pour récupérer les Chaos Emeralds destiné à activer l’Eclipse Cannon de la Colonie spatiale ARK.

### S
- Sage est une intelligence artificielle créé par le Dr. Eggman dans Sonic Frontiers. Etant donné que c'est une création d'Eggman, elle est d'abord hostile envers Sonic, mais par la suite, elle convaincra son créateur de s'allier au hérisson, car c'est le seul moyen de les faire sortir du Cybermonde. Sage aidera Sonic à vaincre The End, le boss final du jeu.
- Shade est un échidné, une membre du clan Nocturnus qui apparaît dans Sonic Chronicles : La Confrérie des ténèbres. Au début du jeu, elle est l'ennemie de Sonic et son groupe mais en découvrant les véritables intentions de son maître, l'Empereur Ix, elle décide d'aider Sonic.
- Shadow est un hérisson noir et rouge apparu pour la première dans Sonic Adventure 2 d'abord en tant qu’antagoniste.
- Shahra, dite le Génie de l'Anneau, est un être humanoïde aux vêtements orientaux traditionnels de couleur blanche, rose et violette, et aux cheveux roses et violets. Elle apparaît en tant que personnage principal dans Sonic and the Secret Rings.
- Silver est un hérisson gris vivant 200 ans dans le futur (en 2220). Sonic le rencontre dans Sonic 2006. Il constate l'horreur et le chaos qui règnent dans son monde. Mephiles, un étrange hérisson sorti de nulle part, lui dit que celui qui a libéré le monstre Iblis, le cœur d'Iblis, n'est autre que Sonic, 200 ans dans le passé, dans la ville de Soleanna. Avec son amie Blaze, il voyage dans le passé pour éliminer Sonic.
- Solaris est un antagoniste de Sonic the Hedgehog.
- Sonia est une hérissonne rose. Elle apparait dans la série Sonic le Rebelle et est la sœur de Sonic et Manic. Son instrument est le piano. Séparée de ses frères à la naissance, Sonia est recueillie par une famille de nobles. Par la suite, elle retrouve Sonic et Manic et se mettent tous trois à la recherche de leur mère.
- Sonic est un hérisson bleu supersonique. Il apparait pour la première fois dans le jeu Rad Mobile, et est depuis la mascotte de Sega. Sonic est un hérisson possédant une vitesse supersonique.
- Sticks est une blairelle orange et brune, un des personnages principaux de la série télévisée Sonic Boom. Elle vit dans la jungle depuis son enfance, ce qui fait qu'elle n'apprécie pas vraiment la propreté. En effet, on apprend dans la série Sonic Boom qu'elle fouille quotidiennement les poubelles. Elle croit au risque d'invasion extraterrestre et à plusieurs autres théories du complot, et à de nombreuses superstitions. Elle se liera rapidement d'amitié avec Sonic, Tails, Knuckles et Amy, qu'elle considère comme sa meilleure amie, et aidera ces derniers à affronter Eggman et son armée. Dans Sonic Frontiers, jeu qui se déroule dans la continuité de la série principale, la Amy originale mentionne Sticks à la fin du jeu, ce qui confirme que Sticks est devenue un personnage qui est présent dans les deux séries.
- Storm est un albatros membre du trio de voleurs professionnels et de pilotes d’Extreme Gear: les Babylon Rogues, dirigé par Jet. Il est d’ailleurs son homme à tout faire. Il apparaît dans la série des Sonic Riders. Il est le rival de Knuckles.

### T
- Tails est un renard ambre apparaissant dans Sonic the hedgehog 2[Pas dans la source], il est un admirateur et ami proche de Sonic. Ses deux queues, qui lui ont donné son surnom « Tails », sont utilisées comme un rotor pour voler. Il est un génie de la mécanique, fabriquant des outils dans son laboratoire lorsque Sonic est en mission[20].
- Tikal fait partie de la tribu ancestrale des échidnés. Elle enferme Chaos dans l'émeraude mère après qu'il a anéanti sa tribu. Elle apparaît dans Sonic Adventure et est jouable en mode 2 joueurs dans Sonic Adventure 2 Battle.
- Trip est une espèce de lézard de couleur marron et rouge. Elle apparaît dans Sonic Superstars. D'abord antagoniste aux côtés de Dr. Eggman et Fang, elle finira par s'allier à Sonic et ses amis.

### V
- Vanilla est la mère de Cream[21]. Elle apparait pour la première fois dans Sonic Advance 2 où elle se fait capturer par Eggman, mais elle sera sauvée par Sonic. Vanilla apparaît également dans Sonic Advance 3 et Sonic Rush, ainsi que dans la série Sonic X.
- Vector est un crocodile qui apparaît la première fois dans Knuckles' Chaotix, où il accompagne Knuckles sur l'île du carnaval. Il est le chef des Chaotix, un groupe de détectives[22].
- Void est le principal ennemi dans Sonic Shuffle.

### W
- Wave est une hirondelle mauve. Elle est la mécanicienne spécialisée dans les Extreme Gear des Babylon Rogues et rivale de Tails depuis toujours. Elle apparaît dans la série des Sonic Riders.
- Le Capitaine Whisker est l'ennemi principal du jeu Sonic Rush Adventure. C'est un robot pirate créé par Eggman Nega.

### Y
- Yacker est un Wisp blanc, l'un des personnages principaux de Sonic Colours. C'est un ambassadeur de son peuple, servant de guide à Sonic et Tails durant l'incident de l'Incroyable Parc d'Attractions Interstellaire du Dr Eggman. Yacker comprend très bien le langage de Sonic et ses amis, bien qu'il soit incapable de le parler. Il se distingue des autres Wisps Blancs par la mèche de cheveux bouclée de sa tête.

### Z
- Zavok est le chef des Effroyables Six.
- Zazz, des Effroyables Six.
- Zeena est la seule fille des Effroyables Six.
- Zik est l'ancien chef des Effroyables Six.
- Zomom est le glouton des Effroyables Six.
- Zor, des Effroyables Six.